# 第十海峡军团
第十海峡军团（拉丁語：Legio X Fretensis）古罗马军队建制名称。由屋大维于公元前41年（一说公元前40年）建立并存在至公元410年后。该军团曾先后参加亚克兴战役、犹太战争等一系列相关军事活动，具有重要地影响与积极意义。